# اقتصاد تونس
اقتصاد تونس پس از دهه‌ها هدایت سنگین دولتی و مشارکت دولت در اقتصاد این کشور در حال آزاد شدن است. برنامه‌ریزی اقتصادی و مالی محتاطانه منجر به رشد متوسط اما پایدار برای بیش از یک دهه شده‌است. رشد اقتصادی تونس از لحاظ تاریخی به نفت، فسفات‌ها، محصولات کشاورزی غذایی، ساخت قطعات خودرو و گردشگری وابسته بوده‌است. در گزارش رقابت‌پذیری جهانی مجمع جهانی اقتصاد در سال‌های ۲۰۱۵–۲۰۱۶، تونس در رتبه ۹۲ قرار گرفت. بر اساس گزارش HDI (در سال ۲۰۱۴)، تونس در رتبه ۹۶ جهانی و پنجمین در آفریقا قرار داشت.
سال ۲۰۱۵ میلادی با حملات تروریستی در تونس مشخص شد که احتمالاً بر رشد اقتصادی، به ویژه در گردشگری، یکی از بخش‌های اصلی تأثیر گذاشته‌است.
جدول زیر شاخص‌های اصلی اقتصادی در سال‌های ۱۹۸۰–۲۰۱۷ را نشان می‌دهد. تورم زیر ۵ درصد سبز است.
| سال  | GDP (in Bil. US$ PPP) | GDP per capita (in US$ PPP) | رشد جی دی پی | نرخ تورم (به درصد) | بیکاری (به درصد) | بدهی دولت |
| ---- | --------------------- | --------------------------- | ------------ | ------------------ | ---------------- | --------- |
| ۱۹۸۰ | ۱۳٫۶                  | ۲٬۱۲۷                       | ۷٫۴٪         | ۱۰٫۱٪              | n/a              | n/a       |
| ۱۹۸۱ | ۱۵٫۸                  | ۲٬۳۸۷                       | ۵٫۵٪         | ۸٫۹٪               | n/a              | n/a       |
| ۱۹۸۲ | ۱۶٫۶                  | ۲٬۴۶۳                       | −۰٫۵٪        | ۱۳٫۷٪              | n/a              | n/a       |
| ۱۹۸۳ | ۱۸٫۰                  | ۲٬۶۱۸                       | ۴٫۷٪         | ۹٫۰٪               | n/a              | n/a       |
| ۱۹۸۴ | ۱۹٫۷                  | ۲٬۸۳۳                       | ۵٫۷٪         | ۸٫۶٪               | n/a              | n/a       |
| ۱۹۸۵ | ۲۱٫۵                  | ۲٬۹۹۱                       | ۵٫۷٪         | ۷٫۶٪               | n/a              | n/a       |
| ۱۹۸۶ | ۲۱٫۶                  | ۲٬۸۹۴                       | −۱٫۵٪        | ۶٫۲٪               | n/a              | n/a       |
| ۱۹۸۷ | ۲۳٫۷                  | ۳٬۱۰۱                       | ۶٫۷٪         | ۸٫۲٪               | n/a              | n/a       |
| ۱۹۸۸ | ۲۴٫۵                  | ۳٬۱۵۸                       | ۰٫۱٪         | ۷٫۲٪               | n/a              | n/a       |
| ۱۹۸۹ | ۲۶٫۱                  | ۳٬۳۰۶                       | ۲٫۶٪         | ۷٫۷٪               | n/a              | n/a       |
| ۱۹۹۰ | ۲۹٫۰                  | ۳٬۵۶۰                       | ۷٫۱٪         | ۶٫۵٪               | ۱۶٫۲٪            | n/a       |
| ۱۹۹۱ | ۳۱٫۲                  | ۳٬۷۵۶                       | ۴٫۱٪         | ۷٫۷٪               | ۱۶٫۲٪            | ۶۶٫۴٪     |
| ۱۹۹۲ | ۳۴٫۵                  | ۴٬۰۶۵                       | ۸٫۰٪         | ۵٫۵٪               | ۱۶٫۲٪            | ۶۵٫۲٪     |
| ۱۹۹۳ | ۳۶٫۲                  | ۴٬۲۲۴                       | ۲٫۵٪         | ۴٫۰٪               | ۱۶٫۳٪            | ۶۶٫۹٪     |
| ۱۹۹۴ | ۳۸٫۳                  | ۴٬۳۶۲                       | ۳٫۶٪         | ۵٫۴٪               | ۱۶٫۳٪            | ۶۷٫۰٪     |
| ۱۹۹۵ | ۴۰٫۲                  | ۴٬۴۸۴                       | ۲٫۷٪         | ۶٫۲٪               | ۱۶٫۲٪            | ۶۸٫۸٪     |
| ۱۹۹۶ | ۴۳٫۷                  | ۴٬۸۰۸                       | ۶٫۹٪         | ۳٫۷٪               | ۱۶٫۱٪            | ۷۰٫۱٪     |
| ۱۹۹۷ | ۴۷٫۰                  | ۵٬۱۰۰                       | ۵٫۷٪         | ۳٫۶٪               | ۱۵٫۹٪            | ۶۹٫۹٪     |
| ۱۹۹۸ | ۴۹٫۹                  | ۵٬۳۴۲                       | ۵٫۰٪         | ۳٫۱٪               | ۱۶٫۱٪            | ۶۱٫۰٪     |
| ۱۹۹۹ | ۵۳٫۷                  | ۵٬۶۷۶                       | ۶٫۰٪         | ۲٫۸٪               | ۱۶٫۰٪            | ۶۵٫۰٪     |
| ۲۰۰۰ | ۵۷٫۳                  | ۵٬۹۹۳                       | ۴٫۳٪         | ۲٫۸٪               | ۱۵٫۷٪            | ۶۵٫۹٪     |
| ۲۰۰۱ | ۶۱٫۴                  | ۶٬۳۶۲                       | ۴٫۹٪         | ۱٫۹٪               | ۱۵٫۱٪            | ۵۴٫۷٪     |
| ۲۰۰۲ | ۶۳٫۴                  | ۶٬۵۰۳                       | ۱٫۷٪         | ۱٫۹٪               | ۱۵٫۳٪            | ۵۴٫۲٪     |
| ۲۰۰۳ | ۶۸٫۲                  | ۶٬۹۳۱                       | ۵٫۵٪         | ۲٫۱٪               | ۱۴٫۵٪            | ۵۵٫۱٪     |
| ۲۰۰۴ | ۷۴٫۳                  | ۷٬۴۷۶                       | ۶٫۰٪         | ۲٫۵٪               | ۱۴٫۲٪            | ۵۴٫۱٪     |
| ۲۰۰۵ | ۷۹٫۷                  | ۷٬۹۴۷                       | ۴٫۰٪         | ۲٫۴٪               | ۱۲٫۸٪            | ۵۲٫۴٪     |
| ۲۰۰۶ | ۸۶٫۸                  | ۸٬۵۷۰                       | ۵٫۷٪         | ۳٫۲٪               | ۱۲٫۵٪            | ۴۷٫۸٪     |
| ۲۰۰۷ | ۹۴٫۷                  | ۹٬۲۶۰                       | ۶٫۳٪         | ۳٫۰٪               | ۱۲٫۴٪            | ۴۴٫۸٪     |
| ۲۰۰۸ | ۱۰۰٫۸                 | ۹٬۷۶۳                       | ۴٫۵٪         | ۴٫۳٪               | ۱۲٫۴٪            | ۴۲٫۰٪     |
| ۲۰۰۹ | ۱۰۴٫۸                 | ۱۰٬۰۳۶                      | ۳٫۱٪         | ۳٫۷٪               | ۱۳٫۳٪            | ۴۰٫۵٪     |
| ۲۰۱۰ | ۱۰۸٫۸                 | ۱۰٬۳۱۵                      | ۲٫۶٪         | ۳٫۳٪               | ۱۳٫۰٪            | ۳۹٫۲٪     |
| ۲۰۱۱ | ۱۰۸٫۹                 | ۱۰٬۲۰۴                      | −۱٫۹٪        | ۳٫۵٪               | ۱۸٫۹٪            | ۴۳٫۱٪     |
| ۲۰۱۲ | ۱۱۵٫۲                 | ۱۰٬۶۹۴                      | ۳٫۹٪         | ۵٫۱٪               | ۱۶٫۷٪            | ۴۷٫۷٪     |
| ۲۰۱۳ | ۱۲۰٫۰                 | ۱۱٬۰۲۰                      | ۲٫۴٪         | ۵٫۸٪               | ۱۵٫۳٪            | ۴۶٫۸٪     |
| ۲۰۱۴ | ۱۲۴٫۹                 | ۱۱٬۳۵۵                      | ۲٫۳٪         | ۴٫۹٪               | ۱۵٫۳٪            | ۵۱٫۶٪     |
| ۲۰۱۵ | ۱۲۷٫۶                 | ۱۱٬۴۸۷                      | ۱٫۱٪         | ۴٫۹٪               | ۱۵٫۴٪            | ۵۴٫۸٪     |
| ۲۰۱۶ | ۱۳۰٫۵                 | ۱۱٬۴۴۸                      | ۱٫۰٪         | ۳٫۷٪               | ۱۵٫۵٪            | ۶۱٫۲٪     |
| ۲۰۱۷ | ۱۳۵٫۴                 | ۱۱٬۷۵۵                      | ۱٫۹٪         | ۵٫۳٪               | ۱۵٫۳٪            | ۷۱٫۳٪     |

## انرژی
منابع طبیعی تونس در مقایسه با منابع طبیعی همسایگانش: الجزایر و لیبی، اندک است. این فروتنی در منابع طبیعی کشور را مجبور به واردات نفت کرد که به افزایش قیمت بنزین کمک کرد: در ۲۶ آوریل ۲۰۰۶، یک لیتر بنزین از یک یک دینار عبور کرد و به قیمت ۱٫۵۰ دینار تونس رسید. (قیمتی معادل قیمت‌های اروپایی از نقطه نظر برابری قدرت خرید).

### برق
- تولید: ۱۶٫۱۳ میلیارد کیلووات در ساعت (2011)[۲۴]
- تولید بر اساس منبع:
  - سوخت فسیلی: ۹۶٫۸٪ (۲۰۱۰)
  - آبی: ۱٫۷٪ (۲۰۱۰)
  - سایر: ۱٫۵٪ (۲۰۱۰)
- مصرف: ۱۳٫۲۹ میلیارد کیلووات ساعت (۲۰۱۰)
- صادرات: هیچ (۲۰۱۰)
- واردات: ۱۹ میلیون کیلووات ساعت (۲۰۱۰)

## ساختار اقتصادی
در سال ۲۰۱۷، تفکیک بخش اقتصادی تونس به شرح زیر بود:
| بخش اقتصاد | سهم در تولید ناخالص داخلی |
| ---------- | ------------------------- |
| کشاورزی    | ۱۰٬۱٪                     |
| صنعت       | ۲۶٬۲٪                     |
| خدمات      | ۶۳٬۸٪                     |

### کشاورزی
محصولات کشاورزی: زیتون، غلات، گوجه فرنگی، مرکبات، چغندر قند، خرما، بادام.
تولید تونس در سال ۲۰۱۸:
- ۱٫۵ میلیون تن گندم؛
- ۱٫۳ میلیون تن گوجه فرنگی (شانزدهمین تولیدکننده بزرگ در جهان)؛
- ۸۲۵ هزار تن زیتون (هفتمین تولیدکننده بزرگ جهان)؛
- ۷۰۰ هزار تن جو ;
- ۵۴۸ هزار تن هندوانه ;
- ۴۵۰ هزار تن پیاز ;
- ۴۲۶ هزار تن فلفل ;
- ۴۲۳ هزار تن سیب زمینی ;
- ۲۴۱ هزار تن خرما (دهمین تولیدکننده بزرگ دنیا)؛
- ۲۱۷ هزار تن هویج ;
- ۱۴۶ هزار تن انگور ;
- ۱۴۴ هزار تن پرتقال ;
- ۱۱۸ هزار تن هلو ;
- ۱۱۴ هزار تن سیب ;
- ۱۰۴ هزار تن گریپ فروت ;
- ۱۰۲ هزار تن خربزه ;

تولیدات کوچکتر سایر محصولات کشاورزی مانند بادام (۶۶ هزار تن) و چغندر قند (۷۶ هزار تن) نیز در این بخش نقش داشته.